# Мугреево-Дмитриевское
Мугреево-Дмитриевское — село в Южском районе Ивановской области России, входит в состав Мугреево-Никольского сельского поселения.

## География
Село расположено на берегу реки Лух в 2 км на север от центра поселения села Мугреево-Никольское и в 18 км на северо-восток от райцентра города Южа.

## История
Село также называлось Мугреево-Спасское, потому что до 1764 года принадлежало Суздальскому Спасо-Евфимиеву монастырю. Приложено оно было в монастырь княгиней Ольгой, женой князя Петра Борисовича Пожарского и князем Петром Пожарским в 1572 году. По писцовым книгам Суздальского уезда 1628-30 годов в Мугреево-Спасском значилась деревянная церковь Димитрия Селунского с приделом во имя Богоявления Господня, другая теплая церковь во имя Живоначальной Троицы с приделом преподобного Евфимия Суздальского являлась монастырской. По переписным книгам 1678 года в селе показана церковь Богоявления Господня. В 1735-41 годах в Мугрееве была построена холодная каменная церковь. Престолов в ней было два:  во имя Богоявления Господня и во имя святого великомученика Димитрия Селунского. В 1779 году в селе была построена теплая каменная церковь с престолом в честь преподобного Евфимия Суздальского. В селе с 1845 года существовала народная школа, содержавшаяся на средства земства, учащихся в 1897 году было 45.
В конце XIX — начале XX века село входило в состав Мугреевской волости Вязниковского уезда Владимирской губернии. В 1859 году в селе числилось 54 двора.
С 1929 года село входило в состав Мугреево-Никольского сельсовета Южского района, с 2005 года — в составе Мугреево-Никольского сельского поселения.

## Население
| 1859 | 1905 |
| ---- | ---- |
| 328  | 258  |

| 1859 | 1905 | 2010 |
| ---- | ---- | ---- |
| 328  | ↘258 | ↘38  |

## Достопримечательности
В селе сохранилась недействующая Церковь Евфимия Суздальского и колокольня церкви Богоявления Господня